# حروب سامنية
الحروب السامنية هي ثلاثة حروب بين دولة الروم وقبائل سامنيوم. كان الحروب و الوقائع سجالاً بينهم لأكثر من خمسين سنة وشاركت فيها جميع الطوائف الإيطالية وانتهت بغلبة الرومانيين على السامنيين. سادت قبيلة سامني وسائر الأوسكانيين على جبال الأبنين إلى الجنوب الشرقي من اللاطيوم وكانوا من أشد الناس عداوة للروم في أول أمرها. الحرب الأولى كانت بين سنتي 343 - 341 ق.م، وسببها أن الروم وقفوا في صف أهل قنبانية ضد غزوات السامنيين. الحرب الثانية أبتدأت عام 326 ق.م وسببها التنازع بين أهل رومية وأهل نَابُلْ وأحلافها من السامنيين، فأشتدت الحرب للسيطرة على الجزيرة الإيطالية. في أول الحرب الثانية كانت الغلبة للقبائل السامنية، لكن الروم أنتصرت في النهاية
و في عام 304 ق.م، وقعت معاهدة الصلح بينهم. وكانت الحرب الثالثة في 298-290 ق.م الحرب الأخيرة بين الروم وسائر الطوائف الإيطالية، وهذه المرة وقفالأتروسكانيين في صف العشائر السامنية. وغزت إبيروس جنوب إيطالية، حاول أحلاف السامنيين التغلب على الرومانيين مرة أخرى لكن لم يفلحوا. ولقد كان للسامنيين رباط جأش وأظهروا شجاعةً وقوة وكذلك أحلافها. بعد أن ظهرت الروم على أعدائهم في الحرب، أتموا توحيد شبه الجزيرة الإيطالية.

## خلفية تاريخية للحروب
السامنيون شعب إيطالي قديم انتشروا جنوب إيطاليا في كامبانيا وبولياالعليا وموليزي وأبروتسو السفلى وبازيليكاتا العليا، تكلموا اللغة الأسكانية، نشاطهم الرئيسي كان الصيد والرعي، كما امتهنوا القتال فالكثير منهم اشتغل كمرتزقة في جيوش الشعوب الأخرى.
شكل الإطار السياسي للسامنيون قوة مضادة للقوة السياسية والعسكرية لروما حتى نهاية القرن الرابع قبل الميلاد. كانت خلفية النزاع توسع روما جنوباً إلى نهر ليريس، الذي تم تعريفه على أنه الحدود بين لاتيوم وكامبانيا. كانت كامبانيا منطقة زراعية غنية في شبه جزيرة أبنين جنوب روما، والتي كانت تتمتع أيضًا بموانئ ممتازة، وبالتالي جذبت المستعمرين والفاتحين على مر العصور بقيادة اليونانيين وأتروكس. مع مرور الوقت، اندمج الغزاة مع السكان المحليين وخلقوا مزيجا ثقافيا فريدا. حتى منتصف القرن الرابع قبل الميلاد.
وفقا لديودور الصقلي وليفيوس تم التوقيع على اتفاق بين روما والسامنثيون s في 354 قبل الميلاد. معظم أحكام الاتفاقية تتدهورت مع مرور الوقت، ولكن الاتفاق أدى إلى تقسيم مناطق التوسع، والتي بموجبها كان نهرليريس هو الحد الفاصل بين المناطق التي تنتمي إلى روما والمناطق التي تنتمي إلى السامنثيون. من ناحية أخرى، كان الهدف من الاتفاقية حماية الشعبين من الغزوات المستقبلية من قبل شعوب الغال في الجزء الشمالي من شبه الجزيرة، ولكن كما هو الحال في حالات أخرى في تاريخ روما، فإنه لكي يمنع حدوث صدام مستقبلي.

## الحرب السامنية الأولى (343 ق.م - 341 ق.م)

### الخلفية
في عام 343 قبل الميلاد، بدأ السامنيون محاولة توسعية باتجاه الغرب، مهاجمة قبائل الاوسكي التي كانت موجودة في المنطقة ، وناشدوا المساعدة في مدينة كابوا أكبر مدن كامبانيا في ذلك الوقت، وفاز السامنيون بانتصارا عظيما، تقدموا باتجاه الجنوب في كامبانيا، من ناحية، وهزموا قوات أخرى وفرضوا الحصار على كابوا ومن جهة أخرى كان هناك خوف من توسعهم على السهل الساحلي الخصب في كامبانيا. في النهاية، ورداً على ذلك، لجأ سكان كامبانيا إلى الرومان طلبًا للمساعدة، حيث انقسم الرأي في روما فيما يتعلق بهذا الطلب. من ناحية، كان السامنثيون حلفاء في العقد الماضي، ومن جهة أخرى كان هناك خوف من توسعهم في سهل كامبانيا الساحلي الخصب. في النهاية، كان هناك خوف متزايد من كسر عقد السلام بينهم، وقرر مجلس الشيوخ التدخل في الحرب.

### الحرب
في عام 343 قبل الميلاد قادوا قنصليين الجيش الروماني في حملة ضد السامنيون، ماركوس فليريوس كاربوس ارسل إلى كامبانيا، بلمقابل كورنيليوس ارفينا هجم على سامنثيوم، ماركوس فليريوس توجه جنوبًا إلى كامبانيا ووصل أخيرًا إلى جبل غوروس. استمرت المعركة، التي جرت عند سفح الجبل وسميت باسمه، حتى حلول الظلام. انتصر الرومان، انسحب السومينيون من ميدان المعركة، ورفع الحصار على كابوا.
كورنيليوس ارفينا قاد جيشه عبر حدود سامنثيوم. مع تقدمه من ساتيكاولا صعد إلى فخ وضعه السامانيين في واد ضيق. تم إنقاذه من كارثة بواسطة دكيوس موس، وهي منبر عسكري، والذي قاد جزءًا من الجيش إلى قمة عالية تطل على الوادي. هرب الجيش الرئيسي من الفخ، وفي اليوم التالي عانى السامانيين من هزيمة أخرى. أسس السامانيون جيشًا جديدًا وتقدموا إلى كامبانيا. عاد فاليريوس إلى كابوا وحقق انتصارا ثانيا أنهى الحرب بانتصار روماني حاسم.
على الرغم من فوزهم الساحق، لم يسارع الرومان إلى استغلالها لتحقيق إنجازات بعيدة المدى. حركة المرور من روما إلى كامبانيا لم تكن سهلة، لأنها مرت عبر مناطق الشعوب اللاتينية، الذين كانوا في ذلك الوقت يواجهون روما. وكذلك من خلال مستنقعات بومبيتان التي جعلت من الصعب نقل القوات العسكرية وتشكل خطرا على الصحة. ولذلك قاموا بتجديد فهمهم لاتفاقية 354، التي بموجبها سيشكل نهر ليريس حدودًا بين مجالي النفوذ. في المقابل، طالب الرومان بالتعويض عن نفقات الجيش لمدة عام واحد، وتم الاعتراف بهم بانتصار الرومان من قبل السامنثيين والإعلان عن شمال كامبانيا كمنطقة نفوذ رومانية. في عام 341 قبل الميلاد اتفق على أن الحرب قد انتهت، وتم تجديد اتفاق الذي كان عام 354 قبل الميلاد.
غير الاتفاق ميزان القوى بين الشعبين الأقوياء في إيطاليا لصالح روما،  أصبح جيشه والوسائل الاقتصادية المتاحة له أكثر تهديدًا. رفض الكامبانيون، من جانبهم، أن يكونوا ضحايا للاتفاقية، وبالتالي تعاونوا مع اللاتين، والفولكيس، والأوركان في الحرب ضد الرومان والسامانيين، التي اندلعت عام 340 قبل الميلاد.  هذه الحرب انتهت أيضا بفوز روماني. كان مطلوبا من الكامبانيون والأوركان الخدمة في الجيش الروماني، وسُمح لهم بالحفاظ على الاستقلال في شؤونهم الداخلية. نمت روما بقوة بفضل المساحة الكبيرة والخصبة التي كانت قد استولت عليها بين لاتيوم وكامبانيا القديمة.

## الحرب السامنية الثانية (326 ق.م - 304 ق.م)

### خلفية
بعد حوالي عقديين من الزمن وبعد اتفاق عام 341 ق.م تجدد الصدام بين روما والسامنثيون وهذ المرة وجودهم كقوتيين مركزتيين في الشبه الجزيرة الايطالية، سعى السامنيون الغنيون بالسكان للحصول على مساحة أكبر من المنطقة التي تبقت لهم بعد الحرب الأولى، وسعى الرومان، الذين تطوروا اقتصاديا وبعد الانتصارات السابقة، إلى التوسع في المناطق وإقامة إنجازات جديدة في الخارج. سعى الشعبان إلى تحقيق ميزة واحدة على حساب الآخر، مما تسبب في الكثير من التوترات والاحتكاك، مما أدى إلى اندلاع الحرب الثانية.

### الحرب
وشملت السنوات الخمس الأولى من الحرب عمليات قتالية بسيطة دون غارات على الحدود الأخرى. في عام 327 قبل الميلاد، وضع السياسي الروماني كوانتيوس بوبليليوس جيشه بين باليوبوليس ونيابوليس لفصلهم. في 326 قبل الميلاد، واثنين من كبار الرجال في نابولي، وكانوا غير راض عن السلوك الخشن مدينة جنود الأوسكان والسامنيون سمح الرومان للسيطرة على المدينة، ودعا إلى تجديد الصداقة مع روما. في عام 325 قبل الميلاد، قام القنصل ديسيموس يونس بروتوس سكيبي بتدمير أراضيهم وأجبرهم على الدخول في معركة شرسة وسيطر على مدن كوتينا وصقلية. في عام 324 قبل الميلاد، طالب السامينثيون بالسلام، وانسحب الدكتاتور من سامنيوم، لكن السامينثيون رفضوا شروط السلام في روما ووافقوا على سنة واحدة فقط لهدنة.
لم تكن هناك معارك، ولكن تم سيطرة على اراضي الآخر في كلا الجبهتين. في 322 قبل الميلاد كانت هناك شائعات بأن السمانثيون استأجروا المرتزقة وعين كورنيليوس كوسوس ديكتاتورًا
. هاجم السامانيون المخيم بالسلينيوم، والذي اضطر إلى مغادرته. تبعت معركة شرسة، وفي النهاية تم توجيه السامانتاس. عرض الساميون الاستسلام، لكنهم رفضوا من قبل روما في عام 316 قبل الميلاد، اندلع الفرسكيون في بيساتريكوم ولوكا، في حين حاول الرومان تهدئة الوضع لكن السمانثيون دعموا المتمردين.
أرسلت روما جيشًا إلى أبوليا وكامبانيا ووادي لالياريس. لكن الجيش الساماني يتقدم إلى لاتيوم، وهزم الجيش الروماني الذي كان متمركزًا في لاتولاي ودمر أرض الأتريوم، وهي جزء من وادي ليريس وكابوا ومدن أخرى في كامبانيا. وصل السمانثيون وصلو ذروتهم في عام 315 ق.م. هاجم السمانثيون الجدد المعسكر الروماني نقل الرومان قواتهم في بوليا وسانيوم للعناية بالسورا، وهي مستعمرة رومانية في لاتيوم، بالقرب من الحدود مع سنيوم، التي انشقت إلى السمانثيون وقتلوا المستوطنين الرومان. في 314 قبل الميلاد، أخذ القناصل الجدد إلى سورا، نجح الرومان في هزيمة جيش سامانتي بالقرب من تاراكينا، ثم اكتسبوا السيطرة على أبوليا وأقاموا مستعمرة رومانية في لوكاريا.
في 313 ق.م تم استبدالهم بالطاغية غايوس وأخذ السمانثيون بيرجيلا، وعاد إليه بوتيليوس، لكن السامنيين غادروا ليلاً. وضع الحامية ومن ثم داس على نولا (بالقرب من نابولي) لاستعادتها. أضرم النار في المباني بالقرب من أسوار المدينة وأخذ المدينة. 312 قبل الميلاد، وخلال الحرب ك كانت هناك شائعات عن حشد الاتروريون، وأكثر ما يخشونهوا محاربة السمانثيون. بينما كان القنصل فاليريوس ماكسيموس في سينايوم، عيّن زميله فابليوس ديكيوس موس، الذي كان مريضاً، غايوس سولبيسيوس لونغوس كديكتاتور، كان يستعد للحرب، علاوة على ذلك، بدأ القنصل، إبيوس كلاوديوس، ببناء طريق أبيا، التي وعدت بإقامة اتصال أسرع بين لاتيوم وكامبانيا وخدمت روما في ذلك الوقت. في عام 310 قبل الميلاد هاجمت المدن الأترورية مستعمرة سوتريوم، القنصل فابيوس ماكسيموس روليانوس يقود جيشا وربح الحرب قرب سوتريوم. ذهب القنصل كوينتوس فابيوس ماكسيموس روليانوس إلى ساتريوم مع تعزيزات وقبلت قوة قهرية من إتروسكان رتبت للمعركة. صعد إلى التلال والتفت إلى العدو. كان من الممكن أن يؤدي إلى اندثار الأتروسكان وخطوطهم.
في عام 308 وضعت روما السيطرة على جنوب إتروريا ووقعت المزيد من العقود مع المدن الأمبرية. في عام 304 قبل الميلاد، أرسل السمانثيون مبعوثين إلى روما للتفاوض على السلام، وأرسل المشتبه بهم الرومان القنصل بافوس سيمبرونيوس سوبوس إلى سامينيوم مع جيش للتحقيق في النوايا الحقيقية السمانثيون، والسفر في جميع أنحاء سنينيوم.
ووصل الشعبان إلى نقطة لم يعد بوسعهما خوضها والتوصل إلى اتفاق سلام بعد سنوات من الحرب. تم توقيع الاتفاقية في 304. احتفظ السامانيين بأرضهم، واكتسب الرومان السيطرة على وادي ليريس، أبوليا وكامبانيا. والرومان يتسلمون المزيد من الأراضي والشرف في الاتفاق بأنهم احتلوا المزيد من الأراضي وكسبوا المزيد من الحروب. شعر السامانثيون بالهزيمة بسبب الاتفاق على أنهم، رغم نجاحاتهم، لم يحافظوا على أراضيهم إلا من دون إنجازات كبيرة، وهو ما كان السبب وراء اندلاع الحروب القادمة.

## الحرب السامنية الثالثة (298 ق.م - 290 ق.م)
اتفق الرومان والسامنثيون على السلام بعد الحرب الثانية بينهما ، والتي انتهت في عام 304 قبل الميلاد ، وبدأت كلتا التحضير العسكري الذي قد يستأنف الحرب من وجهة نظر السامنثيون وبدأت روما لتوسيع نظام تحالفها.في الوقت نفسه ، بدأ السامنثيون للعلاقات مع قبائل الغال والاتروسكي. كانت خطة السامنثيون للحرب القادمة لفتح جبهة ثانية ضد روما ، وكانت خطة عمل روما لتعزيز سيطرتهم على وسط إيطاليا.
في عام 299 قبل الميلاد أقام الرومان معسكرًا عسكريًا بالقرب من نارنيا وأعد الأتروسكان أنفسهم للحرب ضد روما ، لكن الغاليون غزت منطقة الأتروسكان لمنع القتال ، وعرضوا أموال على الغال في البداية ، لكن الغال عرضوا تحالفاً ضد الرومان. تحالف وقوة أخرى تدخل في تحالف معهم. 297 قبل الميلاد البدأ في انتخاب القنصل وبدأ انطلاق الشائعات حول السامنثيون واستعداد جيشهم لدخول الحرب ضد الرومان أثرت على انتخابات القنصل وانتخب فابيوس ماكسيموس الذي اختار أبرز ضابط في الجيش الروماني انه لم يكن حتى مرشح للانتخابات والقنصل بوبليوس.
وفي عام 296 ق.م وضع الرومان أربعة مخيمات في بوليا، شمال كامبانيا، وادي الليريس وفي اتروريا حيث كان هذا المخيم شاهد على جميع تحركات وتجهيزات الجش السامينثي وحلفائهم. الرومان اضطروا لتقسيم قواتهم واستخدام طرق النقل طويلة في عام 295 قبل الميلاد ، جند الرومان معظم قوتهم البشرية جنبا إلى جنب مع الحلفاء الذين تمكنوا من تأمين 100,000 جندي على مختلف الجبهات. ابتدات الغارات السمانثية على كامبانيا وحذرتهم ، كما قام السمانثيون تحت قيادة غليوس أغناطيوس بتسليح أنفسهم أيضا ، كما قام مسلحون الأتروسكان بتسليح أنفسهم وساعدوا الغاليين على تسليح أنفسهم أيضا.
المعركة الحاسمة في الحرب جرت في سامنثيوم بين الرومان ضد السامنثيون وحلفائهم من الغال والاتروسكي، الغاليين وقفو من الجناح اليميني والسامنثيون في الجناح اليساري، وكوينتس فابيوس منهم كان يقف على اليمين واليسار بوبليوس داكيوس، وفقا لليفيوس إذا كانت الاترورسكيين حاضرين في الوسط، كان من أكبر الكوارث التي واجها الرومان. في عام 294 قبل الميلاد ، بعد المعركة الحاسمة التي انتهت في الانتصار الروماني ، وقع السومريون معاهدة أتريا لمعاهدة سلام .
وفي عام 290 قبل الميلاد دخل الجيش الروماني السامينيوم ، وهزم السومينيون وهزموا ، كما أخذوا أرضهم وأجبروا على أن يصبحوا حلفاء روما واضطروا إلى توفيرها للجيش وليس لإلحاق الضرر بالعقارات. وتحول الرومان لقبائل السابيني التي استسلمت أيضا إلى روما من قبل القنصل ماتينوس كوريوس. كانت الحرب الثالثة هي الحرب الأخيرة التي انحازت فيها قوة كبيرة ضد روما. اظهر السامنثيون شجاعة كبيرة، حاولوا التعاون مع العناصر المعادية الرومانية، ولكن في معظم الحالات لم تنجح، ونهاية الحرب أصبح واضحا أن روما لا يزال أقوى قوة في شبه جزيرة الايطالية أما بالنسبة إلى شركاء السامنثيون، فقد استأنفوا الحرب. الغاليون ، الذين كانوا يعتبرون التحالف الكبير ، جددوا الحرب بعد سنوات قليلة (284، 283 قبل الميلاد)، لكن القوات الرومانية هزمت الغاليين في معركة عظيمة. ثم تابع الرومان العناصر المعادية للرومان لعقود حتى أسسوا حكمهم في شبه جزيرة ألايطالية.